# Stylogaster stylata
Stylogaster stylata är en tvåvingeart som först beskrevs av Fabricius 1805.  Stylogaster stylata ingår i släktet Stylogaster och familjen stekelflugor. Inga underarter finns listade i Catalogue of Life.